# George Baker Selection

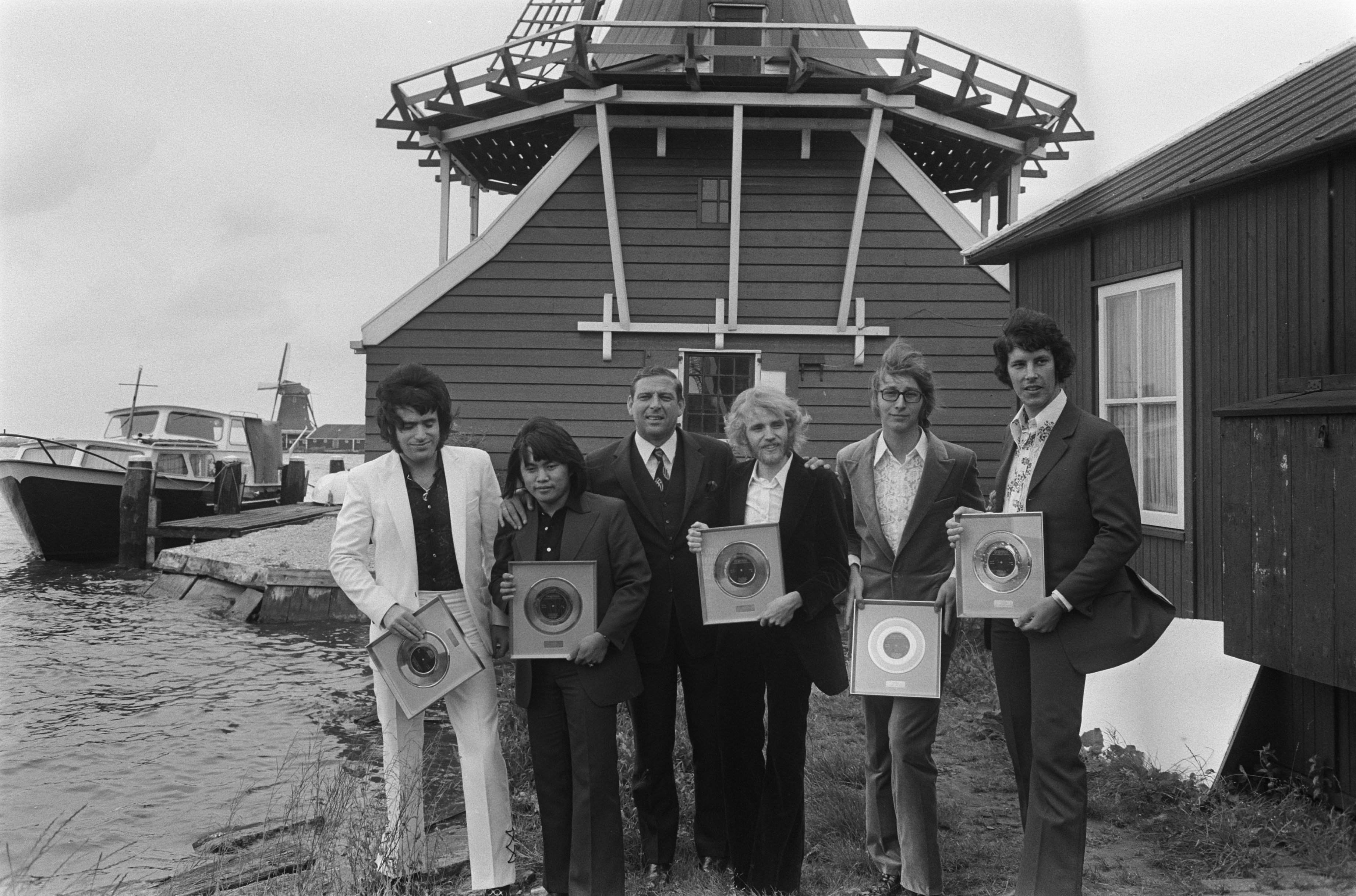
George Baker Selection, 1970

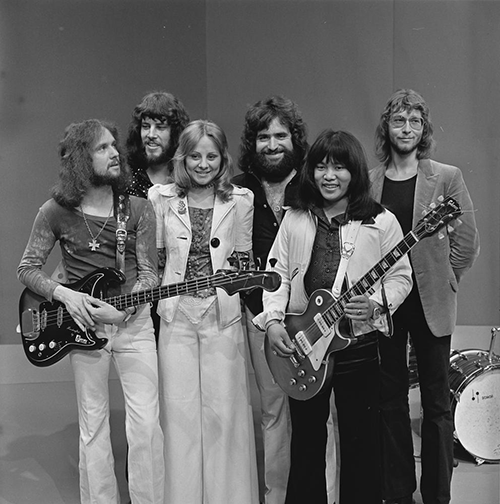
George Baker Selection, 1974

Die George Baker Selection war eine niederländische Popband. Die Gruppe begann 1967 unter dem Namen Soul Invention. Sie wurde 1969 nach dem Sänger und Komponisten George Baker umbenannt.

## Bandgeschichte

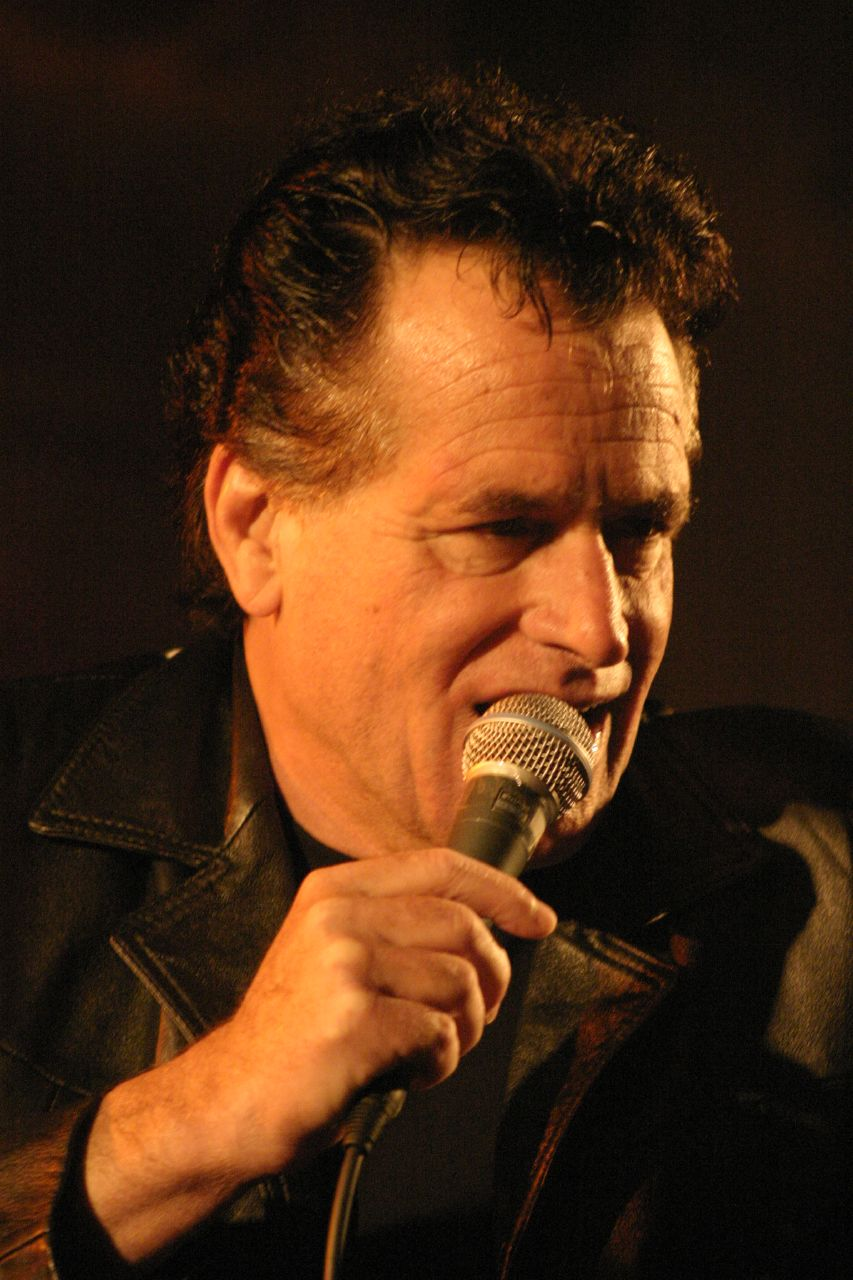
George Baker, 2006

Aus der Amateurband Soul Invention gründete sich am 11. September 1969 die George Baker Selection. Gründer Johannes „Hans“ Paul Bouwens (* 8. Dezember 1944) war Sohn eines italienischen Soldaten. Sein Künstlername George Baker geht zurück auf einen britischen Schauspieler gleichen Namens, der in den James-Bond-Filmen Man lebt nur zweimal, Im Geheimdienst Ihrer Majestät und Der Spion, der mich liebte verschiedene Charaktere verkörperte. Ebenfalls zur Band gehörten in der ersten Besetzung Eric Bardoen, Job Netten, Toni Vredenburg, Henk Kramer und Cor Veerman.
Später kamen dazu: Jan Hop (* 21. Juni 1949), Jacobus Anthonius „Jacques“ Greuter (* 18. August 1942, † 17. März 2018), George The (* 25. April 1949), Jan Gerbrand Visser, Martin Schoen (* 23. März 1944). Die Sängerin Lida „Lydia“ Jonkman-Bond (* 30. Juli 1952) kam 1974 zur Band, nachdem sie schon 1961 ihre erste Single und 1966/1969 mit Jan Keijzer (später Sänger bei BZN) und Piet Keijzer (später Mitglied von The Cats) bei den Volendamer Q-Tips gesungen hatte.
Nach der Auflösung der ersten Formation Ende der 1970er Jahre machte die Restband ohne George Baker und Lida Bond mit den Sängern Willy Delano und Nathalie More zunächst unter dem Namen The Selection weiter, veröffentlichte 1979 aber nur eine von George Baker geschriebene Single ("Maybe In Love Again").
1982–1989 gehörten dann zur Reunion-Formation Nelleke Brzoskowski (* 8. November 1958), Elly Bloothoofd (* 7. Juli 1956), Jan Hop, George The und Pieter Goeman (* 25. Dezember 1961).

## Erfolge
Seit Anfang der 1970er Jahre war die George Baker Selection europaweit erfolgreich, sogar in den USA konnten sie Hits wie Little Green Bag (1969), Dear Ann, Fly Away, Little Paraquayo (1974) und Paloma Blanca (1975) platzieren. Nach dem Welthit Paloma Blanca konnte dieser Erfolg nicht mehr erreicht werden, jedoch gelangen noch weitere Charterfolge wie Morning Sky, Wild Bird und Santa Lucia By Night. Die Band hat weltweit mehr als 20 Millionen Schallplatten verkauft.
Das Lied Paloma Blanca wurde in 300 Versionen von beinahe ebenso vielen Interpreten aufgenommen. George Baker selbst besang 21 Alben und 48 Singles. In den vergangenen knapp 40 Jahren komponierte er insgesamt 602 Lieder.

## Diskografie

### Studioalben
| Jahr | Titel                                                    | Höchstplatzierung, Gesamtwochen/‑monate, AuszeichnungChartplatzierungen (Jahr, Titel, Platzierungen, Wochen/Monate, Auszeichnungen, Anmerkungen) | Höchstplatzierung, Gesamtwochen/‑monate, AuszeichnungChartplatzierungen (Jahr, Titel, Platzierungen, Wochen/Monate, Auszeichnungen, Anmerkungen) | Höchstplatzierung, Gesamtwochen/‑monate, AuszeichnungChartplatzierungen (Jahr, Titel, Platzierungen, Wochen/Monate, Auszeichnungen, Anmerkungen) | Anmerkungen         |
| Jahr | Titel                                                    | DE | AT | NL | Anmerkungen         |
| ---- | -------------------------------------------------------- | --- | --- | --- | ------------------- |
| 1974 | Hot Baker                                                | — | — | NL2 (11 Wo.)NL |                     |
| 1975 | Paloma Blanca                                            | DE1 Gold · (8 Mt.)DE | AT4 (3 Mt.)AT | NL1 (19 Wo.)NL | Verkäufe: + 250.000 |
| 1975 | Morning Sky - Mein Lied für Sie (DE) A Song for You (NL) | DE22 (4 Mt.)DE | — | NL1 (16 Wo.)NL |                     |
| 1976 | River Song                                               | DE43 (1 Mt.)DE | — | NL1 (12 Wo.)NL |                     |
| 1977 | Summer Melody                                            | — | — | NL2 (13 Wo.)NL |                     |
| 1978 | In Your Heart                                            | — | — | NL10 (11 Wo.)NL | als George Baker    |
| 1978 | Another Lonely Christmas Night                           | — | — | NL23 (3 Wo.)NL | als George Baker    |
| 1979 | Sing for the Day                                         | — | — | NL18 (13 Wo.)NL | als George Baker    |
| 1980 | Wild Flower                                              | — | — | NL13 (7 Wo.)NL | als George Baker    |
| 1982 | The Winds of Time                                        | — | — | NL37 (3 Wo.)NL | als George Baker    |
| 1983 | Paradise Island                                          | — | — | NL28 (9 Wo.)NL |                     |
| 1985 | Santa Lucia by Night                                     | — | — | NL4 Gold · (23 Wo.)NL | Verkäufe: + 50.000  |
| 1987 | Viva America                                             | — | — | NL8 (15 Wo.)NL |                     |
| 1988 | Dreamboat                                                | — | — | NL21 (11 Wo.)NL |                     |
| 1989 | From Russia with Love                                    | — | — | NL81 (3 Wo.)NL |                     |

Weitere Studioalben
- 1969: Charles I 1649 Court and Commons (The Apollo Society, George Rylands, Peter Orr, Robert Spencer und George Baker; Box mit 2 LPs)
- 1970: Little Green Bag
- 1970: Midnight
- 1971: Love in the World
- 1971: Now!
- 1972: Holy Day
- 1975: George Baker Selection – Paloma Blanca and Other Hits
- 1980: Sing a Song of Love
- 1991: Love in Your Heart (als George Baker)
- 1992: Memories (als George Baker)
- 2000: Flashback (als George Baker)
- 2003: Paloma Blanca

### Kompilationen
| Jahr | Titel                               | Höchstplatzierung, Gesamtwochen, AuszeichnungChartplatzierungen (Jahr, Titel, Platzierungen, Wochen, Auszeichnungen, Anmerkungen) | Höchstplatzierung, Gesamtwochen, AuszeichnungChartplatzierungen (Jahr, Titel, Platzierungen, Wochen, Auszeichnungen, Anmerkungen) | Höchstplatzierung, Gesamtwochen, AuszeichnungChartplatzierungen (Jahr, Titel, Platzierungen, Wochen, Auszeichnungen, Anmerkungen) | Anmerkungen                |
| Jahr | Titel                               | DE | AT | NL | Anmerkungen                |
| ---- | ----------------------------------- | --- | --- | --- | -------------------------- |
| 1974 | 5 jaar hits                         | — | — | NL3 (10 Wo.)NL |                            |
| 1978 | The Best of Baker                   | — | — | NL8 (10 Wo.)NL | Erstveröffentlichung: 1974 |
| 1981 | De grootste hits                    | — | — | NL13 (19 Wo.)NL | als George Baker           |
| 1986 | Het komplete hitoverzicht           | — | — | NL12 (10 Wo.)NL | 2 LPs                      |
| 1993 | The Very Best Of                    | — | — | NL24 (25 Wo.)NL |                            |
| 2009 | George Baker Selection 100          | — | — | NL67 (3 Wo.)NL |                            |
| 2016 | The Golden Years of Dutch Pop Music | — | — | NL68 (1 Wo.)NL |                            |

Weitere Kompilationen
- 1971: Greatest Hits
- 1972: The Golden World of the George Baker Selection
- 1973: Greatest Hits
- 1973: Greatest Hits 2
- 1983: Collection
- 1989: Save All Your Love Songs
- 1993: Santa Lucia by Night
- 1993: The Very Best Of (als George Baker)
- 1994: 25 Years (als George Baker)
- 1997: Paloma Blanca / In Your Heart (2 CDs)
- 1999: The Very Best Of (2 CDs)
- 1999: Little Green Bag
- 2000: Best of George Baker Selection
- 2001: George Baker (als George Baker)
- 2002: Una Paloma Blanca (Selection) (als George Baker)
- 2003: Greatest Hits
- 2003: George Baker (als George Baker)

### Singles
| Jahr | Titel Album                                  | Höchstplatzierung, Gesamtwochen/‑monate, AuszeichnungChartplatzierungen (Jahr, Titel, Album, Platzierungen, Wochen/Monate, Auszeichnungen, Anmerkungen) | Höchstplatzierung, Gesamtwochen/‑monate, AuszeichnungChartplatzierungen (Jahr, Titel, Album, Platzierungen, Wochen/Monate, Auszeichnungen, Anmerkungen) | Höchstplatzierung, Gesamtwochen/‑monate, AuszeichnungChartplatzierungen (Jahr, Titel, Album, Platzierungen, Wochen/Monate, Auszeichnungen, Anmerkungen) | Höchstplatzierung, Gesamtwochen/‑monate, AuszeichnungChartplatzierungen (Jahr, Titel, Album, Platzierungen, Wochen/Monate, Auszeichnungen, Anmerkungen) | Höchstplatzierung, Gesamtwochen/‑monate, AuszeichnungChartplatzierungen (Jahr, Titel, Album, Platzierungen, Wochen/Monate, Auszeichnungen, Anmerkungen) | Höchstplatzierung, Gesamtwochen/‑monate, AuszeichnungChartplatzierungen (Jahr, Titel, Album, Platzierungen, Wochen/Monate, Auszeichnungen, Anmerkungen) | Anmerkungen                                              |
| Jahr | Titel Album                                  | DE | AT | CH | UK | US | NL | Anmerkungen                                              |
| ---- | -------------------------------------------- | --- | --- | --- | --- | --- | --- | -------------------------------------------------------- |
| 1969 | Little Green Bag                             | — | — | — | — | US21 (13 Wo.)US | NL9 (17 Wo.)NL |                                                          |
| 1970 | Dear Ann Little Green Bag                    | — | — | — | — | US93 (2 Wo.)US | NL2 (14 Wo.)NL |                                                          |
| 1970 | Midnight                                     | — | — | — | — | — | NL12 (10 Wo.)NL |                                                          |
| 1970 | Over and Over Love In The World              | — | — | — | — | — | NL7 (12 Wo.)NL |                                                          |
| 1971 | Nathalie Now!                                | — | — | — | — | — | NL11 (8 Wo.)NL |                                                          |
| 1971 | Tonight Now!                                 | — | — | — | — | — | NL14 (7 Wo.)NL |                                                          |
| 1971 | Mama Oh Mama Now!                            | — | — | — | — | — | NL9 (9 Wo.)NL |                                                          |
| 1972 | Holy Day                                     | DE31 (4 Wo.)DE | — | — | — | — | NL10 (6 Wo.)NL |                                                          |
| 1972 | I’m on My Way Holy Day                       | DE33 (1 Wo.)DE | — | — | — | — | NL7 (10 Wo.)NL |                                                          |
| 1972 | Marie-Jeanne –                               | DE49 (1 Wo.)DE | — | — | — | — | NL9 (10 Wo.)NL |                                                          |
| 1973 | Morning Light Hot Baker                      | — | — | — | — | — | NL20 (6 Wo.)NL |                                                          |
| 1973 | Drink Drink Drink Hot Baker                  | — | — | — | — | — | NL18 (6 Wo.)NL |                                                          |
| 1974 | Baby Blue Hot Baker                          | — | — | — | — | — | NL8 (7 Wo.)NL |                                                          |
| 1974 | (Fly Away) Little Paraquayo Hot Baker        | — | — | — | — | — | NL2 (14 Wo.)NL |                                                          |
| 1974 | Sing a Song of Love Paloma Blanca            | — | — | — | — | — | NL1 (12 Wo.)NL |                                                          |
| 1975 | Paloma Blanca                                | DE1 (37 Wo.)DE | AT1 (9 Mt.)AT | CH1 (24 Wo.)CH | UK10 (10 Wo.)UK | US26 (15 Wo.)US | NL1 (14 Wo.)NL | Verkäufe: + 4.000.000 Charteintritt in den USA erst 1976 |
| 1975 | Morning Sky Paloma Blanca                    | DE2 (26 Wo.)DE | AT4 (5 Mt.)AT | CH3 (14 Wo.)CH | — | — | NL1 (10 Wo.)NL |                                                          |
| 1976 | Wild Bird River Song                         | DE7 (18 Wo.)DE | AT19 (1 Mt.)AT | — | — | — | NL3 (10 Wo.)NL |                                                          |
| 1976 | Mañana (Mi amor) Summer Melody               | — | — | — | — | — | NL5 (8 Wo.)NL |                                                          |
| 1977 | Silver Sing A Song Of Love                   | DE34 (4 Wo.)DE | — | — | — | — | — |                                                          |
| 1977 | Beautiful Rose Summer Melody                 | DE24 (11 Wo.)DE | — | CH8 (11 Wo.)CH | — | — | NL3 (11 Wo.)NL |                                                          |
| 1977 | Marja Summer Melody                          | — | — | — | — | — | NL11 (7 Wo.)NL |                                                          |
| 1978 | Rosita –                                     | — | — | — | — | — | NL7 (10 Wo.)NL | als George Baker                                         |
| 1979 | Sing for the Day Sing For The Day            | DE48 (1 Wo.)DE | — | — | — | — | NL10 (9 Wo.)NL | als George Baker                                         |
| 1979 | Oh Magdalena Sing For The Day                | — | — | — | — | — | NL33 (4 Wo.)NL | als George Baker                                         |
| 1980 | Niño del sol Greatest Hits                   | — | — | — | — | — | NL22 (6 Wo.)NL | als George Baker                                         |
| 1980 | All My Love Wild Flower                      | — | — | — | — | — | NL13 (8 Wo.)NL | als George Baker                                         |
| 1982 | Love Is the Sweetest Rose The Winds Of Time  | — | — | — | — | — | NL36 (3 Wo.)NL | als George Baker                                         |
| 1982 | When We’re Dancing Paradise Island           | — | — | — | — | — | NL23 (4 Wo.)NL |                                                          |
| 1983 | The Wind (Ay, Ay, Ay, Maria) Paradise Island | — | — | — | — | — | NL19 (5 Wo.)NL |                                                          |
| 1985 | Santa Lucia By Night                         | DE31 (15 Wo.)DE | — | — | — | — | NL7 (13 Wo.)NL |                                                          |
| 1985 | Manolito Santa Lucia By Night                | — | — | — | — | — | NL30 (4 Wo.)NL |                                                          |
| 1987 | Viva America                                 | — | — | — | — | — | NL25 (6 Wo.)NL |                                                          |
| 1987 | Bella Maria Viva America                     | — | — | — | — | — | NL37 (3 Wo.)NL |                                                          |
| 2005 | Als je iets kan doen –                       | — | — | — | — | — | NL1 (9 Wo.)NL | mit Artiesten voor Azië (Benefizprojekt)                 |
| 2005 | Una Paloma Blanca 2005 (Vet Hard Remix) –    | — | — | — | — | — | NL32 (4 Wo.)NL | als George Baker                                         |

grau schraffiert: keine Chartdaten aus diesem Jahr verfügbar
Weitere Singles
- 1970: I Wanna Love You
- 1971: Esta noche (Tonight)
- 1974: Merry Christmas
- 1975: Sing mir unser Lied
- 1977: Mañana (Morgen kann vielleicht schon alles anders sein)
- 1983: Paradise Island
- 1983: Gipsy Woman
- 1984: How Can I Live without Your Love
- 1984: Bye-Bye My Love
- 1985: When You Learn to Fly
- 1986: True Love
- 1988: Que Viva Summer Holiday
- 1988: Marie-Julie
- 1988: Dreamboat
- 1988: Que Viva Summer Holiday
- 1989: From Russia with Love
- 1989: So Sad
- 1990: Save All Your Love Songs
- 1991: Marie Louisa (als George Baker)

### Videoalben
- 2003: The DVD Collection
- 2008: George Baker - 40 jaar live

## Auszeichnungen für Musikverkäufe
Anmerkung: Auszeichnungen in Ländern aus den Charttabellen bzw. Chartboxen sind in ebendiesen zu finden.
| Land/RegionAuszeichnungen für Musikverkäufe (Land/Region, Auszeichnungen, Verkäufe, Quellen) | Gold     | Platin | Verkäufe  | Quellen         |
| -------------------------------------------------------------------------------------------- | -------- | ------ | --------- | --------------- |
| Deutschland (BVMI)                                                                           | Gold1    | —      | 1.250.000 | Einzelnachweise |
| Niederlande (NVPI)                                                                           | Gold1    | —      | 50.000    | nvpi.nl         |
| Insgesamt                                                                                    | 2× Gold2 | —      |           |                 |